# ド・ラムジー男爵
ド・ラムジー男爵 (ド・ラムジーだんしゃく、英語: Baron de Ramsey) は、イギリスの男爵、貴族。連合王国貴族爵位。保守党の政治家エドワード・フェローズが1887年に叙されたことに始まる。 
女王即位50周年叙爵の七男爵家（jubilee baronies）の一つ。フェローズ家にはこの爵位以外に保持するものはない。 

## 歴史

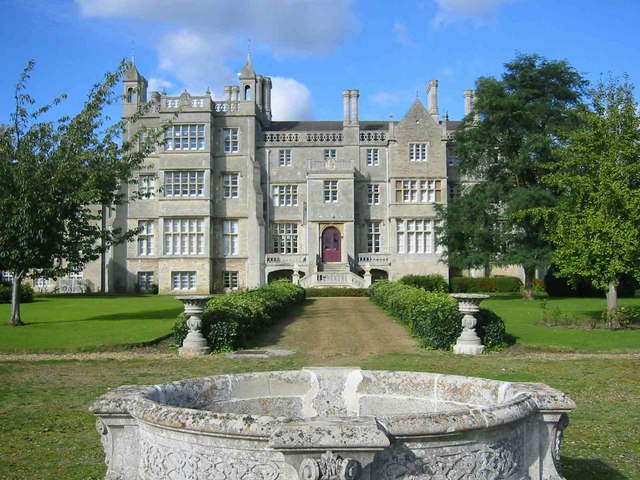
ラムジー・アビー
ド・ラムジー男爵家の旧邸宅。初代男爵以来の住まいだったが、4代男爵が1931年に売却。以降、一族はアボッツ=リプトン・ホールに居を移した。

43年にわたり庶民院に在籍した保守党の政治家エドワード・フェローズ(1809–1887)は、最晩年にあたる1887年7月8日に連合王国貴族としてハンティンドン州ラムジーアビーにおけるド・ラムジー男爵（Baron de Ramsey of Ramsey Abbey in the County of Huntingdon）に叙された。
初代男爵の死後は、その長男ウィリアム（1848–1925）が爵位を承継した。彼はソールズベリー内閣下においては、侍従たる議員を務めている。なお、ウィリアムの弟エイルウィンも父兄と同様に保守党の政治家として活動し、1921年にエイルウィン男爵（Baron Ailwyn）に叙爵されている。　
2代男爵には息子コールソン(1883–1915)がいたが第一次世界大戦で戦死したため、孫にあたるエイルウィンが爵位を相続した。
3代男爵エイルウィン(1910-1993)はハンティンドーシャー統監に在職したほか、改組後のハンティンドン・ピーターバラ統監職も引き続いて務めている。  
現当主である4代男爵ジョン(1942-)はその息子である。  
一族の邸宅は、ケンブリッジシャー州アボッツ・リプトン近郊のアボッツ=リプトン・ホール。かつての邸宅には同州ラムジーに所在したラムジーアビーがあった。

## ド・ラムジー男爵（1887年）
- 初代ド・ラムジー男爵エドワード・フェローズ（英語版） （1809–1887）
- 第2代ド・ラムジー男爵ウィリアム・ヘンリー・フェローズ（英語版） （1848–1925） 
  - クールソン・チャーチル・フェローズ閣下(1883–1915)
- 第3代ド・ラムジー男爵エイルウィン・エドワード・フェローズ（英語版） （1910-1993）
- 第4代ド・ラムジー男爵ジョン・エイルウィン・フェローズ（英語版） （1942-）

法定推定相続人は現当主の息子であるフレデリック・ジョン・フェローズ閣下（1978-）。